# Neunburg vorm Wald
Neunburg vorm Wald település Németországban, azon belül Bajorországban. Lakosainak száma 8431 fő (2023. december 31.).

## Népesség
A település népessége az elmúlt években az alábbi módon változott:
| Lakosok száma | 2386 | 3705 | 7003 | 7936 | 8014 | 8099 | 8133 | 8338 | 8275 | 8431 |
|               | 1875 | 1950 | 1975 | 2011 | 2013 | 2014 | 2016 | 2018 | 2021 | 2023 |

## Fekvése
Schwandorftól keletre, a Felső-pfalzi- és a Bajor-erdő tövében fekvő település.

## Története

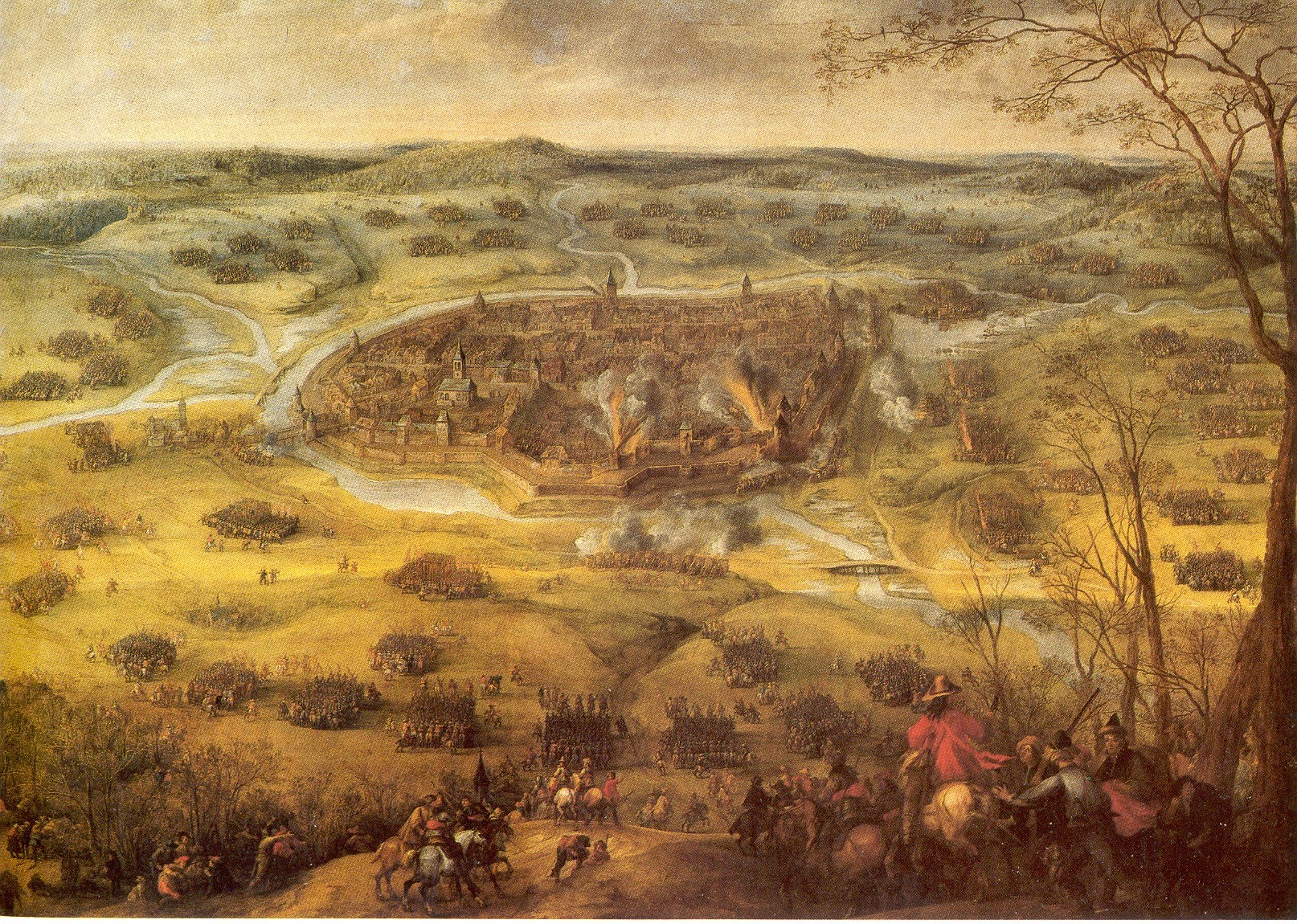
Neinburg egy régi képen

A település már a kelták idejében lakott volt, amiről egy máig fennmaradt szentély is tanúskodik. Erődített tornyos középkori városfala részben ugyancsak máig fennmaradt. Házai többségben favázasak. Román stílusban épült Szent Jakab-templom (Jakobskirche) nagyjából máig megőrizte 11. századi sajátosságait. Késő gótikus stílusban épült hercegi várában (Residenzschloss) ma helytörténeti múzeum van. Az udvarán álló 15. századi vártemplomban (Schlosshof) Veit Stoss-feszület és középkori sírkövek láthatók.

## Nevezetességek
- Középkori városfalak erődített tornyokkal
- Szent Jakab-templom (Jakobskirche)
- Helytörténeti múzeum - a hercegi várban (Residenzschloss)
- Vártemplom (Schlosshof)

## Galéria

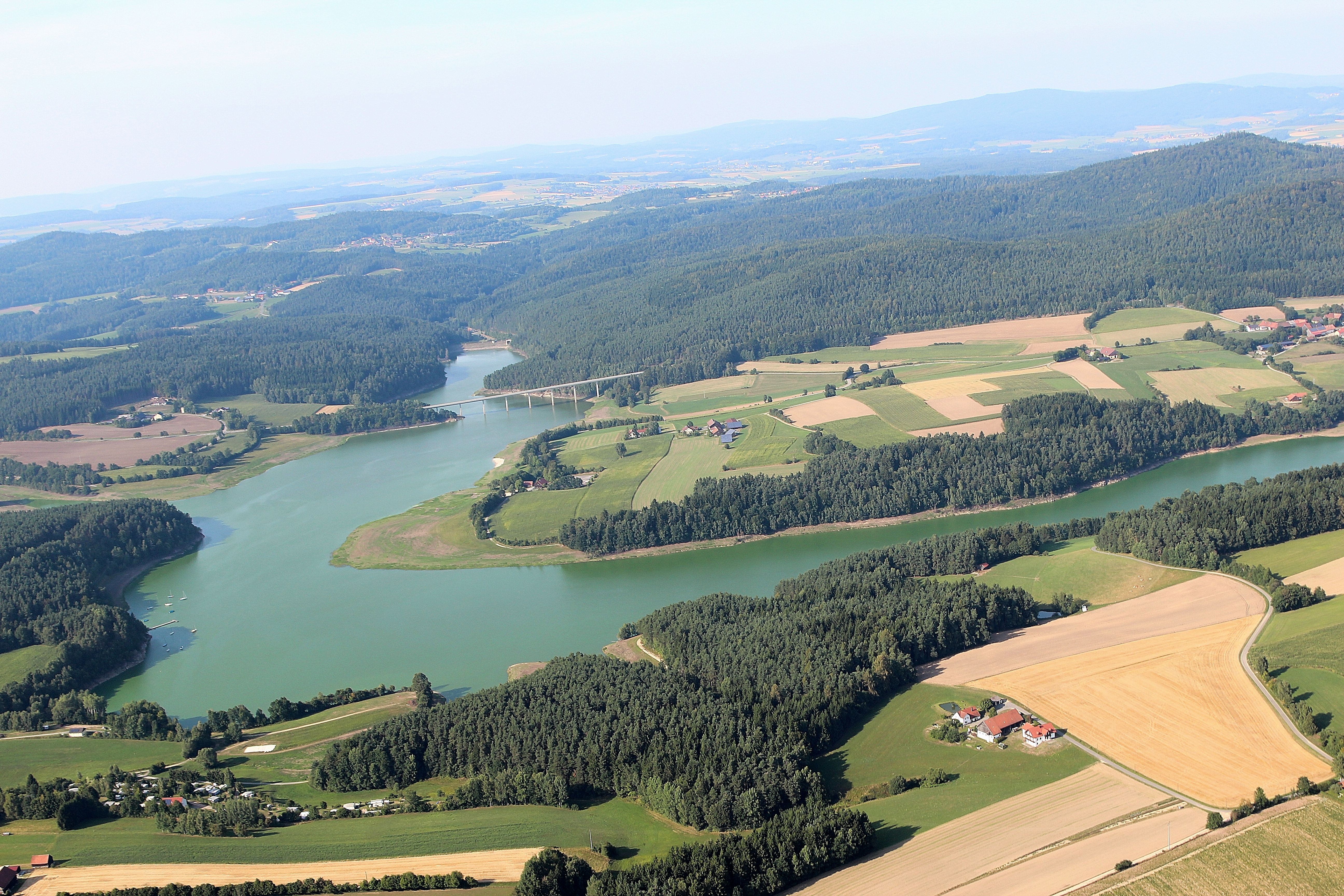
A környék légifelvételen
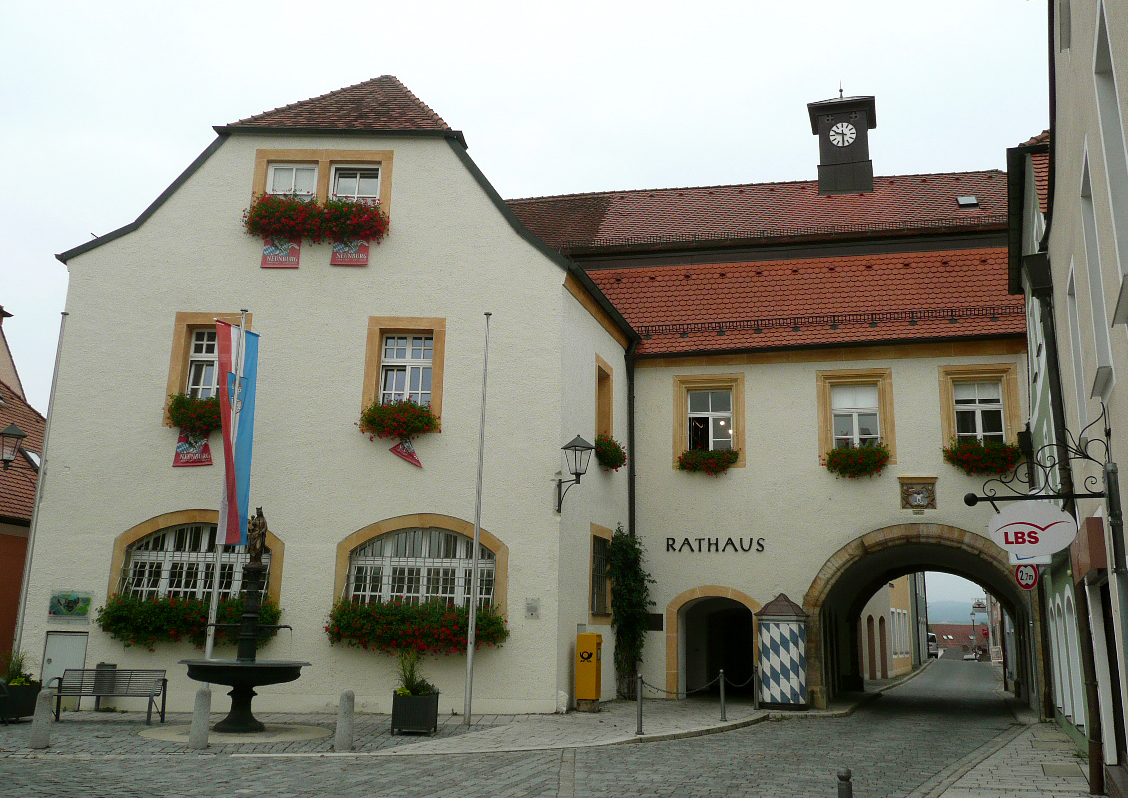
A városháza épülete
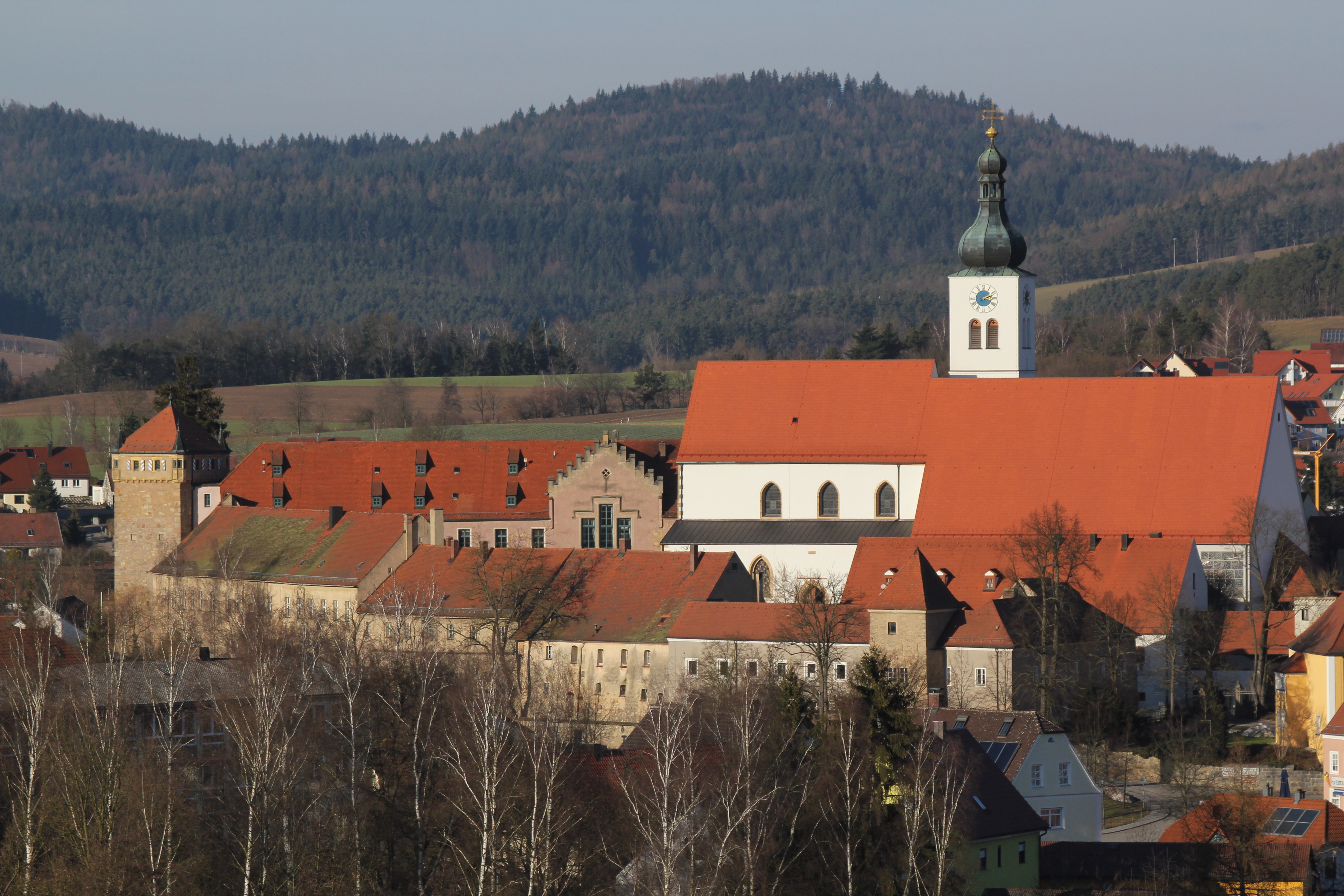
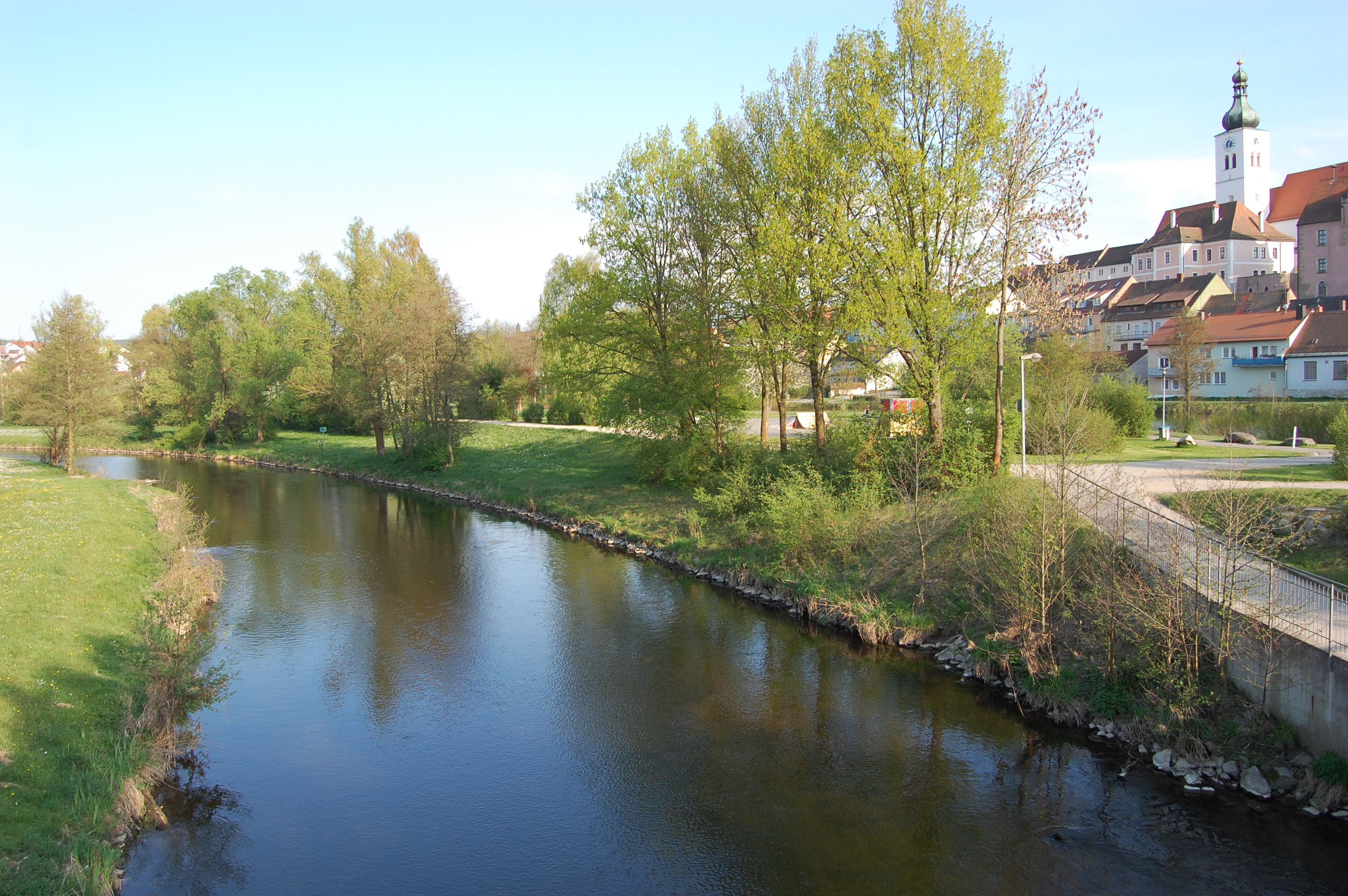
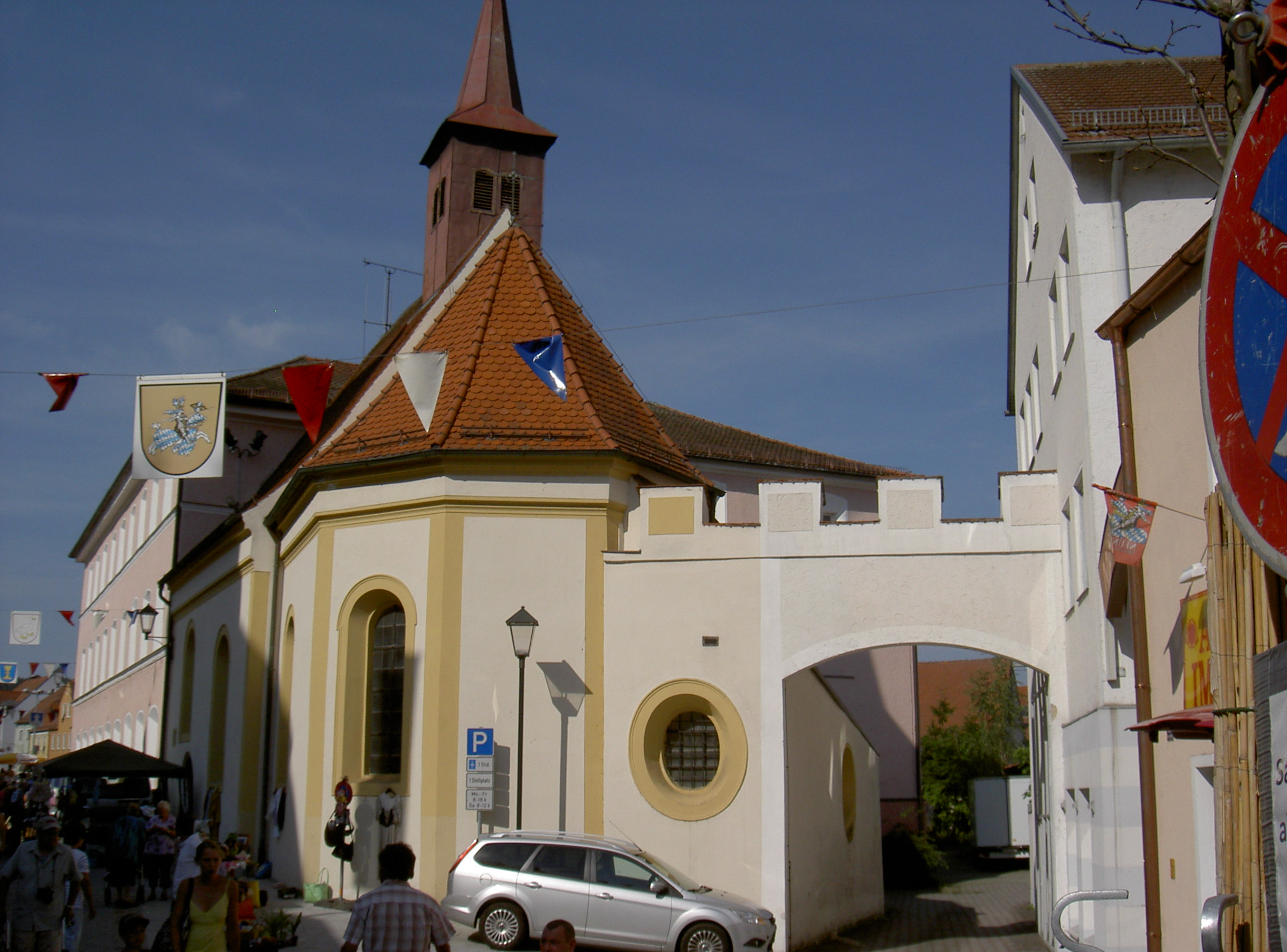
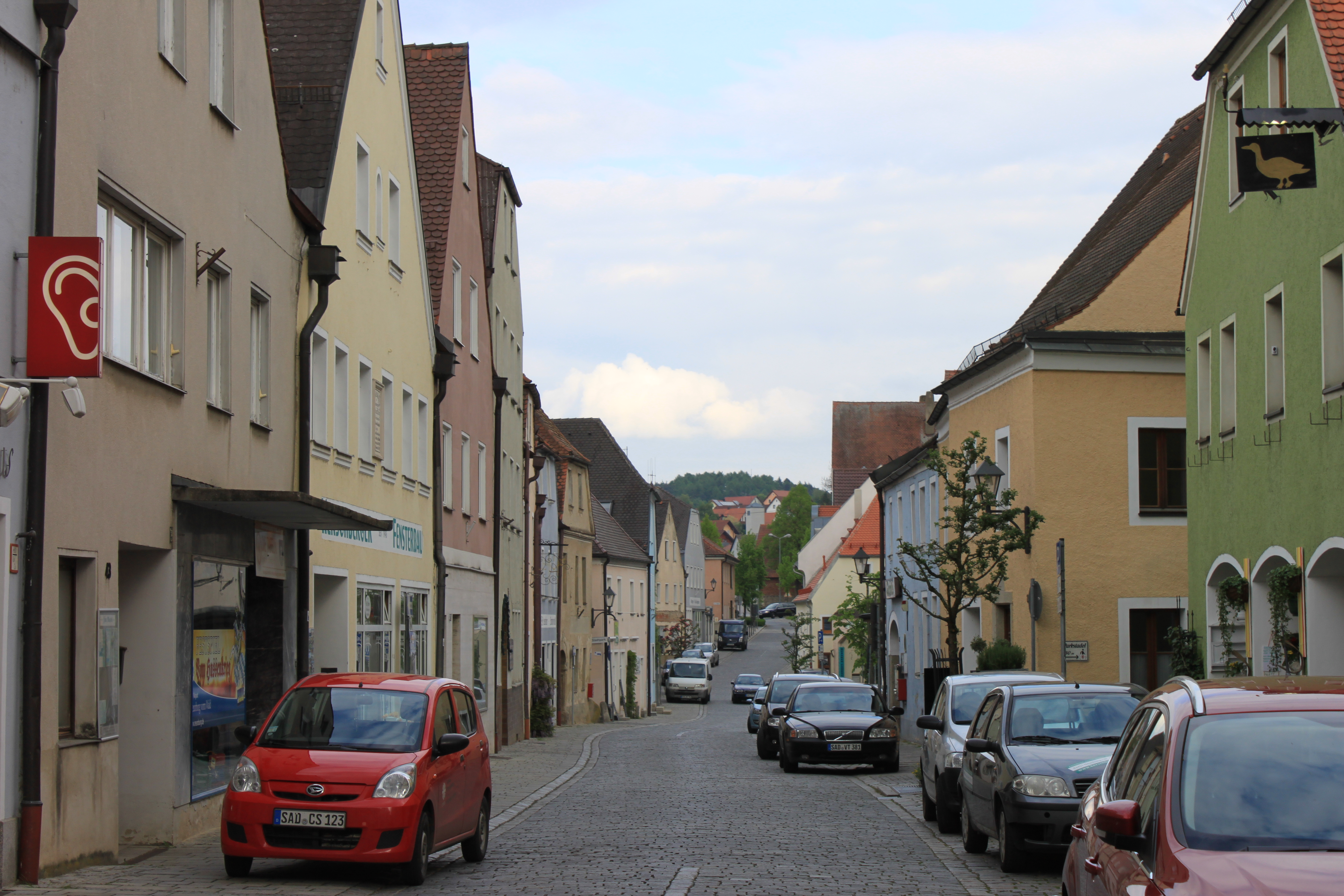
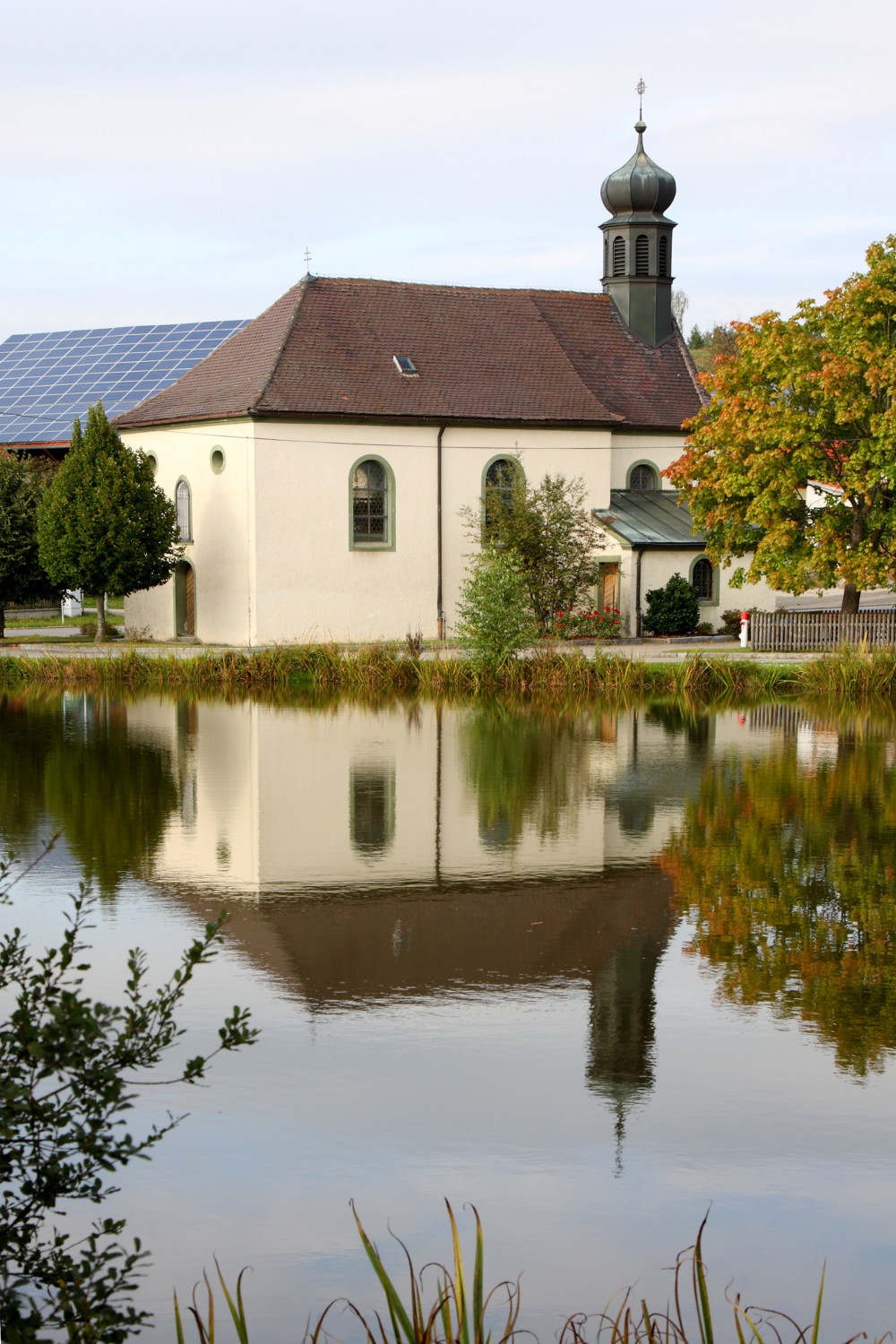
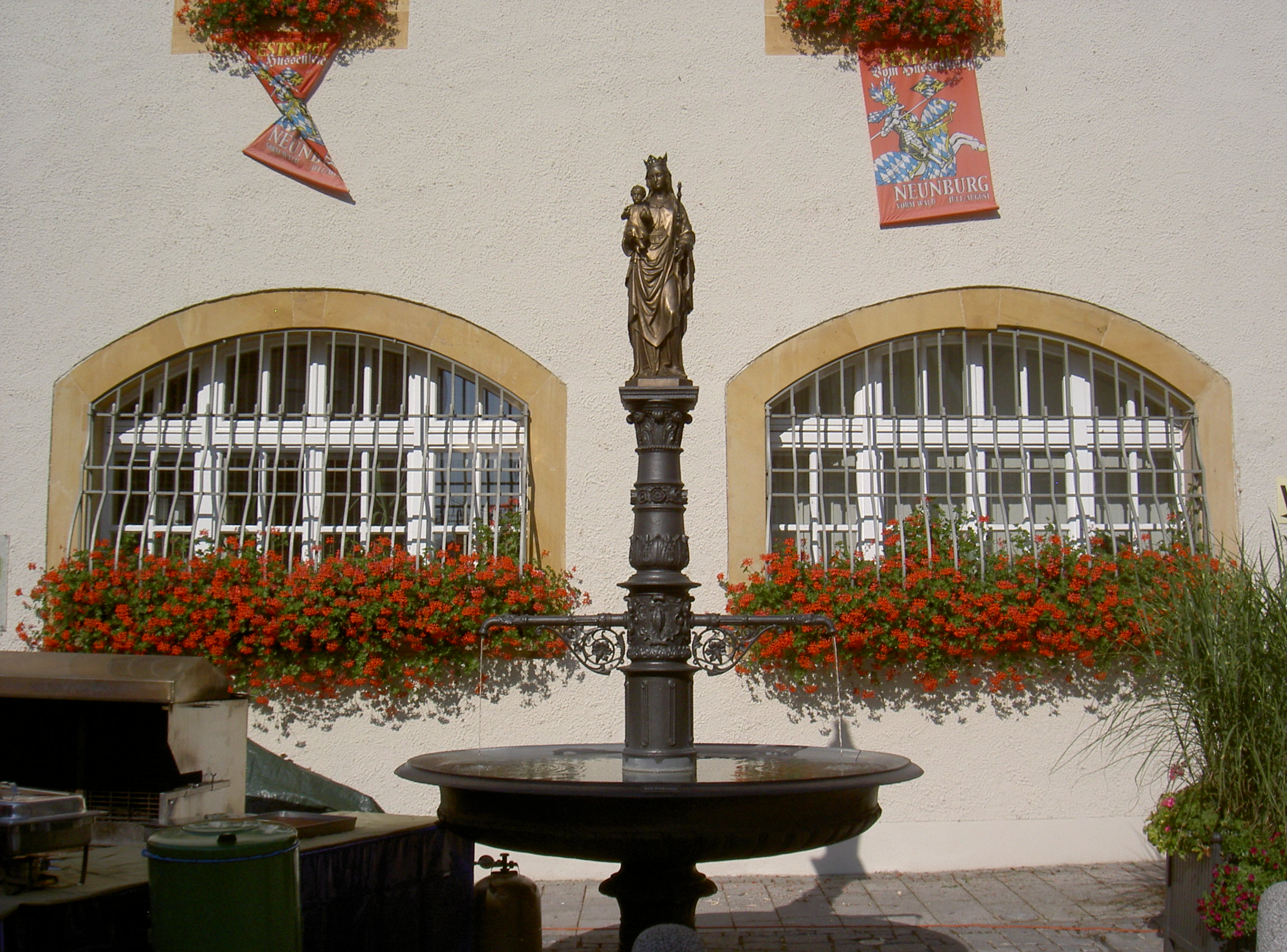